# 錫達福克鎮區 (北卡羅萊納州韋克縣)
錫達福克鎮區（英語：Cedar Fork Township）是位於美國北卡羅萊納州韋克縣的一個鎮區。

## 地方資料
錫達福克鎮區的面積為94.60平方千米，當中陸地面積為91.68平方千米，而水域面積為2.92平方千米。根據2020年美國人口普查的數據，當地共有人口62168人，而人口密度為每平方千米657.17人。